# Альбрехт II (маркграф Майсену)
Альбрехт II Вироджений або Неслухняний (нім. Albrecht II. der Entartete auch der Unartige; нар. 1240 — пом. 13 листопада 1314 року) — 23-й маркграф Майсену в 1265—1293 роках, 8-й ландграф Тюрингії в 1265—1294 роках (як Альбрехт I), 21-й пфальцграф Саксонії у 1265—1294 роках.

## Життєпис
Походив з династії Веттінів. Старший син Генріха III, маркграфа Майсену і Нижньої Лужиці, та Констанції Бабенберг. Народився у 1240 році в Майсені. 1254 року пошлюбив представницю династії Гогенштауфенів, отримавши як посаг невеличкий феод Плайснерланд на кордоні Тюрингії і Саксонії. Брав участь у завершальній частині Війни за Тюринзьку спадщину. 1265 року отримав від батька ландграфство Тюринзьке і пфальцграфство Саксонське. Того ж року брав участь у поході проти пруссів. Невдовзі погиркався з батьком і братами, з якими перебував у постійній суперечці.
До 1270 року фактично розлучився з дружиною, яка невдовзі померла. У 1273 році разом з братом Дітрихом, маркграфом Ландсбергу, підтримав Рудольфа Габсбурга на короля Німеччини. Втім син Альбрехта II — Фрідріх через образу на батька за конфлікт з матір'ю став на бік суперника Габсбурга — Отакара, короля Богемії. 1274 року Альбрехт II одружвся зі своєю коханкою Кунігундою. Водночас узаконив свого сина Апіца, якого вона  народила  1272 року. Невдовзі оголосив його спадкоємцем, що зустріло спротив старших синів Фрідріха і Дітриха.
У 1274 році почалася війна з синами Фрідріхом і Дітрихом. Але Альбрехт II завдав синам поразки, захопивши Фрідріха у полон. 1275 року Фрідріх втік з полону й продовжив війну проти батька. Смерть у 1284 Дітриха Ландсберзького і 1288 року Генріха III, маркграфа Майсену, батька Альбрехта II, загострили суперечки в родині Веттінів. Свої претензії на Майсен висунули молодші брати Альбрехта II. Почалася загальна війна.
1286 року померла друга дружина. 1288 року зазнав поразки та потрапив у полон до сина. За Рохліцькою угодою 1289 року вимушений був розділити Майсен із синами та небожем Фрідріхом Тута. Після смерті останнього 1291 року отримав право на маркграфство Ландсберг, проте вимушений був розділити їх з сином Дітрихом. У відповідь того ж року Альбрехт II продав свої права на Ландсберг Отто IV Асканію, маркграфу Бранденбургу.
1290 року одружився втретє. 1293 року продав права на Тюрингію та пфальцграфство Саксонію королю Німеччини Адольфу I. У 1299 році завдяки дружині замирився з сином Фрідріхом. Після смерті сина Дітриха 1307 року пересилився до сина Фрідріха в Ерфурті. Відійшов від будь-яких справ. Помер 1314 року.

## Родина
1. Дружина — Маргарита, донька Фрідріха II Гогенштауфена, імператора Священної Римської імперії.
Діти:
- Генріх (1256—1282), володар Плайснерланду
- Фрідріх (1257—1323), маркграф Майсену
- Дітрих (1260—1307), ландграф Тюрингії, маркграф Нижньої Лижиці
- Маргарита (1262—1273)
- Агнес (1263/1264—після 1332), дружина Генріха I Вельфа, герцога Брауншвейга-Грубенгаґена

2. Дружина — Кунігунда, донька Отто фон Айсенберга.
Діти:
- Апіц-Альбрехт (1270—1301/1305), володар Теннебергу
- Єлизавета (д/н—після 1326), дружина Генріха III фон Франкенштейна

3. Дружина — Єлизавета, донька Германа III Асканія, графа Веймар-Орламюнде.
Дітей не було.